# Beauche
Beauche är en kommun i departementet Eure-et-Loir i regionen Centre-Val de Loire strax norr om centrala Frankrike. Kommunen ligger i kantonen Brezolles som tillhör arrondissementet Dreux. År 2022 hade Beauche 284 invånare.

## Befolkningsutveckling
Antalet invånare i kommunen Beauche
Referens:INSEE